# Rosoy (Oise)
Pour les articles homonymes, voir Rosoy.
Rosoy est une commune française située dans le département de l'Oise en région Hauts-de-France. La commune comprend sur son territoire le hameau d'Hardencourt.

## Géographie

### Localisation

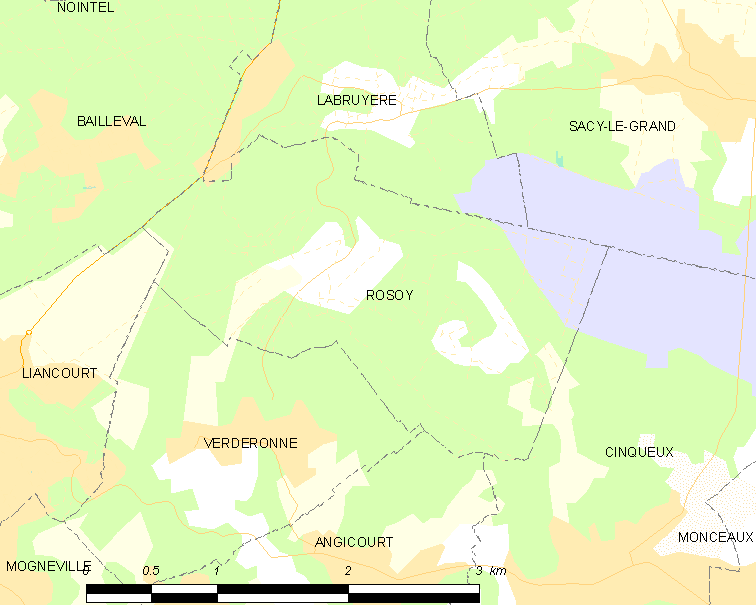
Communes limitrophes.

À vol d'oiseau, la commune se situe à 63 kilomètres au sud d'Amiens, à 32 kilomètres à l'est de Beauvais, à 25 kilomètres au sud-ouest de Compiègne et à 54 kilomètres au nord de Paris. La commune s'étend sur 495 hectares.
| Bailleval | Labruyère  | Sacy-le-Grand |
|           | Rosoy      | Cinqueux      |
| Liancourt | Verderonne | Angicourt     |

### Topographie et géologie

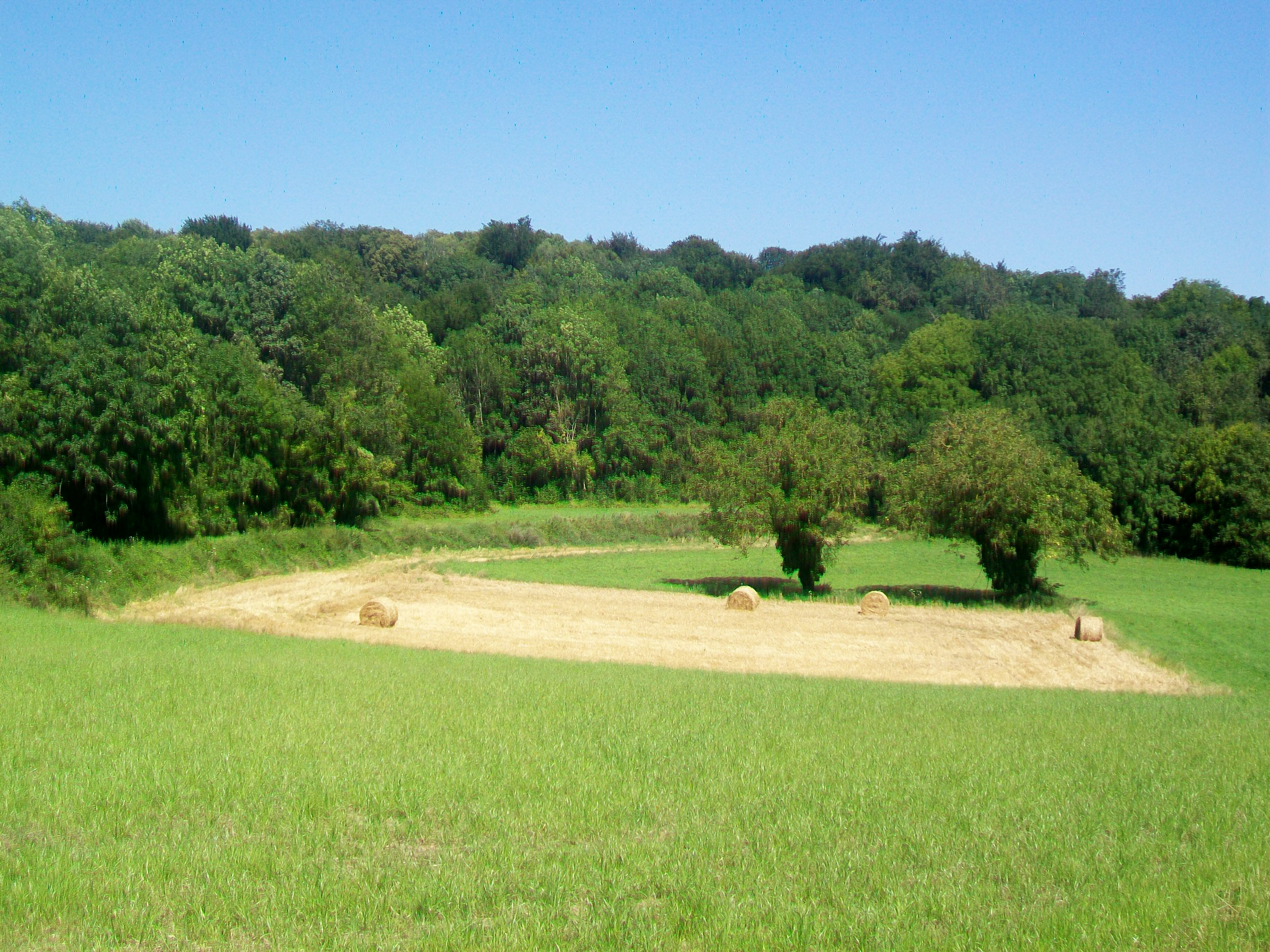
Vue sur la montagne de Rosoy depuis le village. Elle culmine à 139 m.

La commune est située entre la montagne de Liancourt et les marais de Sacy-le-Grand, dont une partie s'étend sur le territoire. Le hameau d'Hardencourt se trouve près du Mont Berthault. Les montagnes du Hêtre, du Moulin et de Berthaut occupent le sud du terroir. Celui-ci s'étend entre 32 mètres dans les marais de Sacy-le-Grand et culmine à 139 mètres au-dessus du niveau de la mer au sommet de la montagne de Rosoy, partie de la montagne de Liancourt comprise sur le territoire. On relève les altitudes suivantes : 44 mètres sur la D 59, à la limite avec Labruyère, 68 mètres à la limite avec Verderonne, sur le même axe routier et au hameau d'Hardencourt, 113 mètres à 121 mètres sur la montagne de Berthaut, ou montagne de Verderonne, appelée également montagne du Hêtre à son extrémité nord, du Moulin près d'Hardencourt et 136 mètres au carrefour de la Lune, en limite de Bailleval et de Labruyère, où la D 137 rencontre l'ancien chemin stratégique de Villers-Saint-Paul à Catenoy.
Les coteaux de la montagne de Liancourt sont formés d'une masse sablonneuse couronnée par des bancs de roche calcaire, le sable est gris-verdâtre, quelquefois roux, mêlé de paillettes de mica et de grains verts. Le coteau de Rosoy, qui s'étend de Liancourt à Labruyère, comprend successivement du calcaire grossier blanc friable, puis du calcaire jaunâtre ocreux pétri de nummulites, d'huîtres et de moules d'autres coquilles, une roche dure sablonneuse empâtant de nummulites, du sable jaunâtre à concrétions tuberculeuses et du sable jaune-verdâtre. On retrouve des cyrènes brisées près du chef-lieu. Certaines de ces couches, du calcaire grossier inférieur et moyen, forme plusieurs tertres entre les marais et le bois d'Hardencourt, et parvient jusqu'au pied de l'éminence qui porte le village. Sa superficie à l'aspect des sols de bruyère, on y trouve des blocs de grès lustré blanc, très dur, et des rognons ou fragments d'une roche qui a la plus grande analogie avec le calcaire silicieux. Il existe un dépôt de tourbe près d'Hardencourt, dans les marais de Sacy-le-Grand, qui marque l'origine de l'ancien grand lac de Longa Aqua. Les collines de Verderonne (du Hêtre et du Moulin) présentent un ensemble et une disposition de couches conformes en tout à celles du plateau de Liancourt, ce qui prouve leur origine commune. La commune se trouve en zone de sismicité 1. Les effondrements de terrains sont potentiels

### Hydrographie
La commune est située dans le bassin Seine-Normandie. La commune ne possède pas de cours d'eau permanent sur son territoire. Les eaux de ses coteaux s'écoulent par des sources qui alimentent les marais et leurs étangs, situés à l'est, dans les marais de Sacy-le-Grand. Celui-ci est irrigué par des quelques canaux. Les zones les plus basses du territoire se situent au-dessus de nappes phréatiques sous-affleurantes,,.

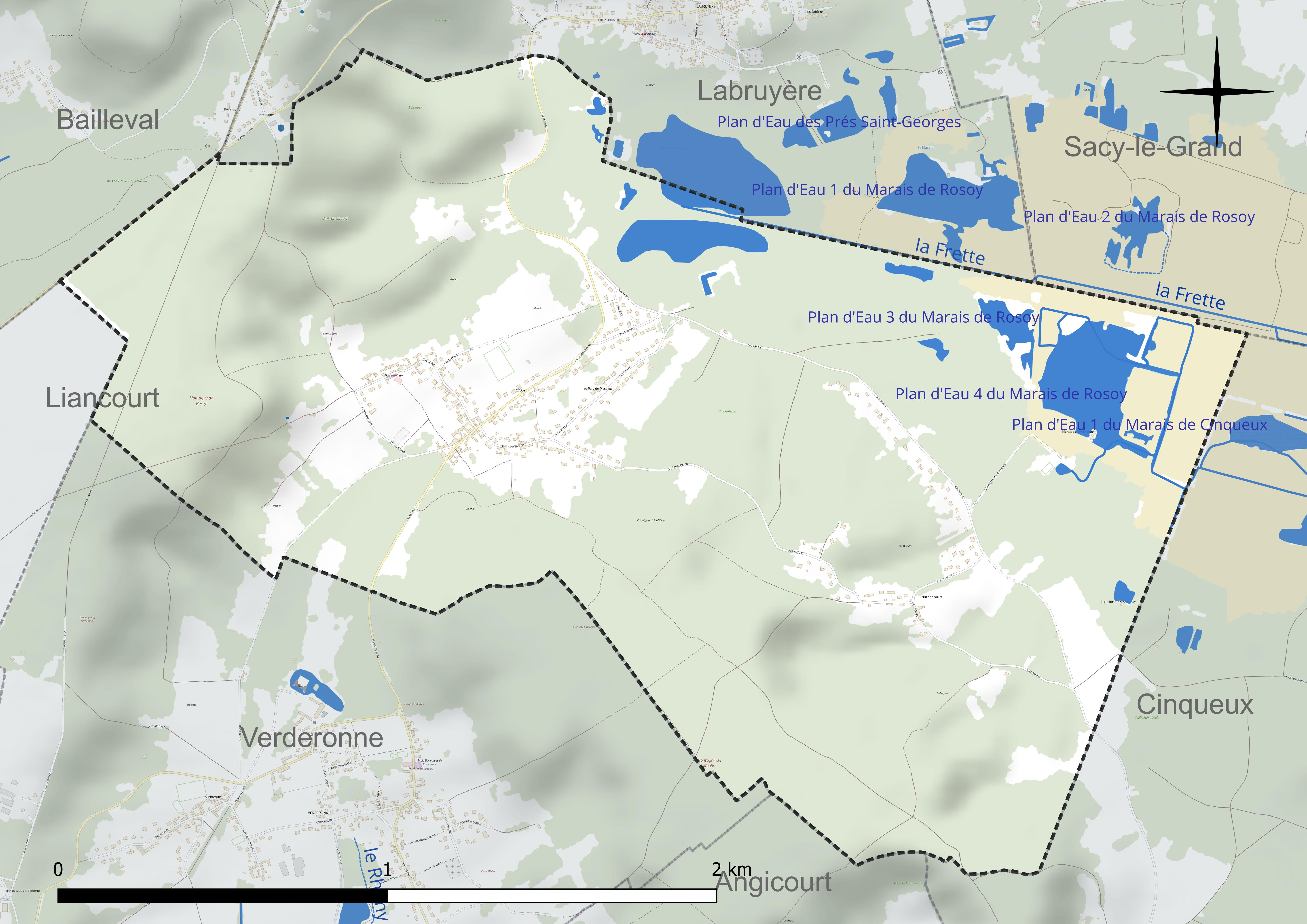
Réseau hydrographique de Rosoy.

Deux plans d'eau complètent le réseau hydrographique : le plan d'eau 3 du le marais de Rosoy (1,5 ha) et le plan d'eau 4 du le marais de Rosoy (8,8 ha),.

### Climat
Pour des articles plus généraux, voir Climat des Hauts-de-France et Climat de l'Oise.
En 2010, le climat de la commune est de type climat océanique dégradé des plaines du Centre et du Nord, selon une étude du CNRS s'appuyant sur une série de données couvrant la période 1971-2000. En 2020, Météo-France publie une typologie des climats de la France métropolitaine dans laquelle la commune est exposée à un climat océanique et est dans la région climatique  Nord-est du bassin Parisien, caractérisée par un ensoleillement médiocre, une pluviométrie moyenne régulièrement répartie au cours de l'année et un hiver froid (3 °C). 
Pour la période 1971-2000, la température annuelle moyenne est de 10,7 °C, avec une amplitude thermique annuelle de 14,6 °C. Le cumul annuel moyen de précipitations est de 679 mm, avec 10,1 jours de précipitations en janvier et 8,1 jours en juillet. Pour la période 1991-2020, la température moyenne annuelle observée sur la station météorologique la plus proche, située sur la commune de Creil à 9 km à vol d'oiseau, est de 11,2 °C et le cumul annuel moyen de précipitations est de 662,2 mm,. Pour l'avenir, les paramètres climatiques de la commune estimés pour 2050 selon différents scénarios d'émission de gaz à effet de serre sont consultables sur un site dédié publié par Météo-France en novembre 2022.

### Milieux naturels
Hormis le bâti qui s'étend sur 33 hectares pour 7 % de la superficie, la commune est couverte aux trois-quarts par des espaces boisés, s'étendant du pied au sommet des coteaux de la montagne de Rosoy par les Bois du Jouart et Huon à l'ouest, entre le chef-lieu et Hardencourt par le bois Isabeau ainsi que sur la toute la partie méridionale de la montagne de Verderonne. La commune comprend également 33 hectares de zones marécageuses par les marais de Sacy-le-Grand, 22 hectares de vergers et prairies, 20 hectares de cultures ainsi que plus d'un hectare de landes,.
Les montagnes de Rosoy, de Verderonne, du Moulin et de Berthaut, en tant que bois périphériques du bois des Côtes sur la commune de Bailleval, constituent une Zone naturelle d'intérêt écologique, faunistique et floristique de type 1. Les marais de Sacy-le-Grand, qui occupent le nord-est, font partie du réseau natura 2000 et sont également inscrits en Zone naturelle d'intérêt écologique, faunistique et floristique de type 1. Ces marais constituent une zone importante pour la protection des oiseaux (ZICO). Ces différents écosystèmes constituent des corridors écologiques potentiels.

## Urbanisme

### Typologie
Au 1er janvier 2024, Rosoy est catégorisée commune rurale à habitat dispersé, selon la nouvelle grille communale de densité à sept niveaux définie par l'Insee en 2022.
Elle est située hors unité urbaine. Par ailleurs la commune fait partie de l'aire d'attraction de Paris, dont elle est une commune de la couronne,. 

### Occupation des sols
L'occupation des sols de la commune, telle qu'elle ressort de la base de données européenne d'occupation biophysique des sols Corine Land Cover (CLC), est marquée par l'importance des forêts et milieux semi-naturels (73,3 % en 2018), une proportion identique à celle de 1990 (73,3 %). La répartition détaillée en 2018 est la suivante : 
forêts (73,3 %), zones agricoles hétérogènes (13,2 %), zones humides intérieures (7,7 %), terres arables (5,7 %), zones urbanisées (0,1 %). L'évolution de l'occupation des sols de la commune et de ses infrastructures peut être observée sur les différentes représentations cartographiques du territoire : la carte de Cassini (XVIIIe siècle), la carte d'état-major (1820-1866) et les cartes ou photos aériennes de l'IGN pour la période actuelle (1950 à aujourd'hui).

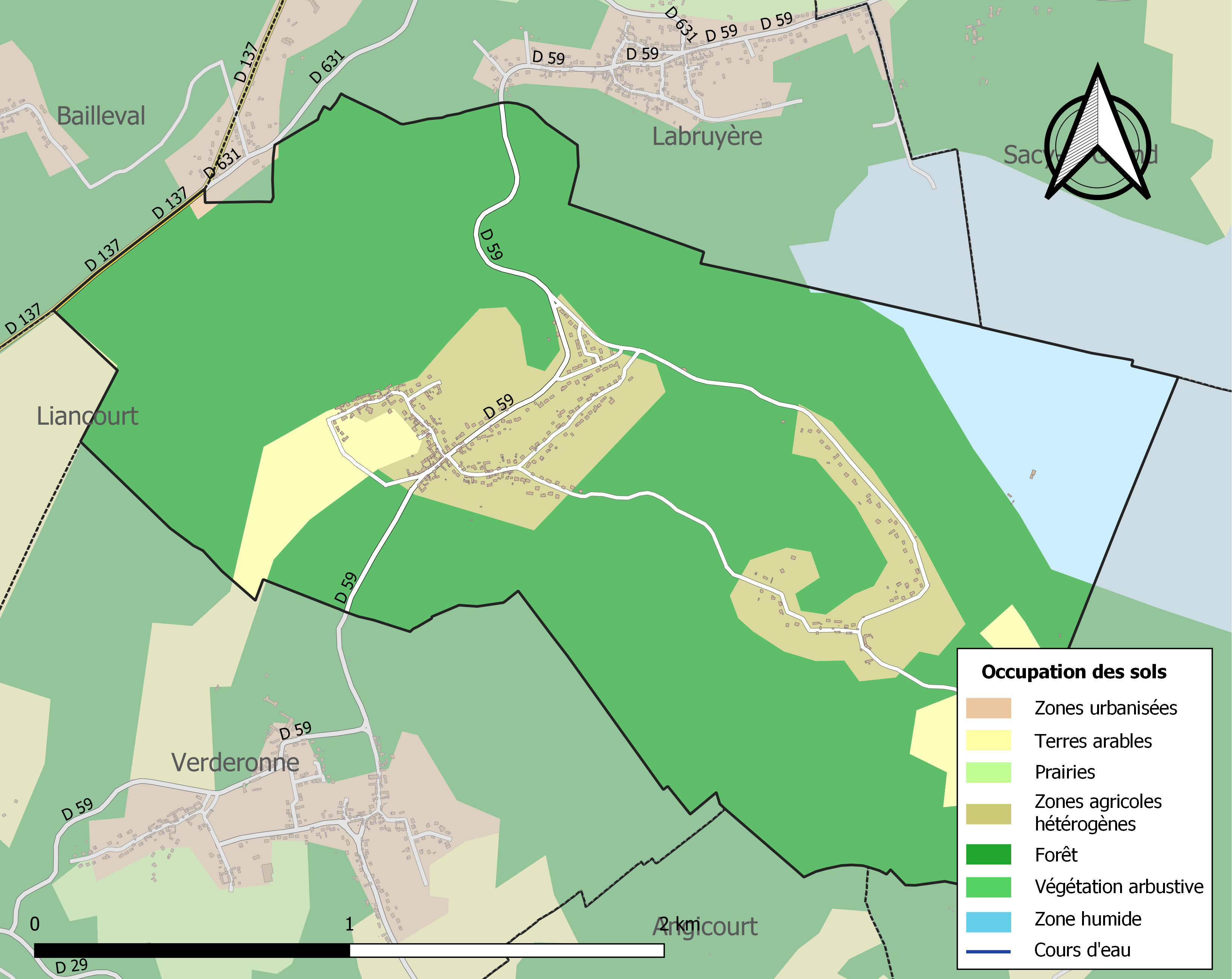
Carte des infrastructures et de l'occupation des sols de la commune en 2018 (CLC).

### Hameaux et lieux-dits
Hormis le chef-lieu, la commune comporte un hameau, Hardencourt, situé à près de 2 km du chef-lieu. Il existe en outre un écart, une maison de garde près du marais.

### Morphologie urbaine
Rosoy est une commune résidentielle à caractère rural, en dehors de toute agglomération.

### Voies de communications et transports
Rosoy se situe à l'écart des grands axes de communication et n'est desservie que par une seule route départementale, la route départementale 59 reliant Liancourt à Sacy-le-Grand. Elle traverse la commune par les rues de l'Eguillon, de la Croix-Dupuis et de Labruyère. Cette route permet d'accéder à la RD 1016, voie rapide reliant Paris à Amiens, par Liancourt. Par Labruyère et Sacy-le-Grand, la route départementale 59 établit un lien avec la RN 31 Rouen - Reims. Deux voies communales (rue du Marais et rue de Hardencourt) distinctes relient le village au hameau d'Hardencourt. La rue du Prieuré, dans ce hameau, mène voie à Cinqueux, depuis où il est possible de rejoindre la RD 200, voie express Creil - Compiègne, ou la D 59 pour Pont-Sainte-Maxence.
Rosoy n'a pas de gare, la gare la plus proche étant celle de Liancourt - Rantigny à une distance de 4,5 km.
La commune est desservie, en 2023, par les lignes 6218, 6246, 6316 et 6354 du réseau interurbain de l'Oise. La commune est également desservie par une navette de regroupement pédagogique intercommunal (ligne 6843) avec les communes de Labruyère, Verderonne et Angicourt.
L'aéroport de Beauvais-Tillé se trouve à 31 km à l'ouest et l'aéroport Roissy-Charles-de-Gaulle est situé à 40 km au sud.

## Toponymie
Le nom de la localité est attesté sous les formes Rosetum en 1014, Rosolium en 1061, Rozetum en 1165, Rosoy en 1217, Rozacum en 1240, Rosaium en 1257, Rosoi en 1287, Rosay en 1303, puis Rozoy. En picard, il se prononce « Rozoe ».
La forme moderne est déjà citée en 1217, la forme suivante Rosacum est une latinisation erronée, d'après les noms en -acum, souvent constatée dans ce cas. La forme Rosaium, latinisation de *Rosai montre une hésitation dialectale entre une finale en -ay / -ey (plus commune à l'ouest) et une finale en -oy (plutôt caractéristique du nord et de l'est). Ainsi note-t-on Rosay en Haute-Normandie, attesté sous la forme Rausedo en 750-775, de même étymologie. Ce toponyme est issu d'un gallo-roman *RAUSETU > comme en témoigne d'ailleurs la forme archaïque de Rosay (Seine-Maritime) en 750-775, mentionnée ci-dessus, avec passage de [t] à [d], avant amuïssement complet caractéristique de l'ancien français. Cela explique la forme actuelle Rosoy, ancien français rosoi, rosei « lieu où il y a des roseaux »,, c'est-à-dire « roselière ». En ancien français ros signifiait « roseau », le mot rosel était un diminutif, encore attesté dans certains dialectes (d'où le dérivé roselière), devenu « roseau » en français central. C'est un mot issu du vieux bas francique *raus(a), apparenté à l'allemand Rohr (cf. Schilfrohr « roseau, phragmite »). Le suffixe gallo-roman -ETU (latinisé en -etum dans les textes rédigés en latin médiéval) servait à dériver des noms de végétaux pour indiquer « un ensemble de végétaux appartenant à la même espèce ». Il est encore productif aujourd'hui sous une forme féminine issue de -ETA > -aie, d'où chênaie, hêtraie, roseraie, etc.
Un rapprochement avec le nom de la rose n'est pas justifié, bien que cette fleur apparaisse sur la plupart des blasons des communes de type Rosay, Rosoy. Outre le fait que le terme d'ancien français rosoi, rosei « lieu où il y a des roseaux » ne soit jamais attesté avec le sens de roseraie dans les textes anciens, le suffixe -ETU n'est en principe jamais associé à un nom de fleur, mais au nom d'une plante, arbuste ou arbre. Ainsi le mot roseraie est-il formé sur le nom du rosier. Il n'y a en outre, pas de formation analogue dans le sud de la France, car la variante occitane rausa n'a pas le sens général qu'a le mot roseau en français et est circonscrite à une petite partie du domaine occitan. Un village homonyme se trouve dans le même département, Rosoy-en-Multien.

## Politique et administration
| Période                                  | Période                         | Identité             | Étiquette | Qualité                        |
| ---------------------------------------- | ------------------------------- | -------------------- | --------- | ------------------------------ |
| Les données manquantes sont à compléter. |                                 |                      |           |                                |
| avant 1988                               | ?                               | Jean-Philippe Carron |           |                                |
| 1989                                     | En cours (au 27 septembre 2014) | Gérard Lafitte       | SE        | Réélu pour le mandat 2014-2020 |

## Population et société

### Démographie

#### Évolution démographique
L'évolution du nombre d'habitants est connue à travers les recensements de la population effectués dans la commune depuis 1793. Pour les communes de moins de 10 000 habitants, une enquête de recensement portant sur toute la population est réalisée tous les cinq ans, les populations de référence des années intermédiaires étant quant à elles estimées par interpolation ou extrapolation. Pour la commune, le premier recensement exhaustif entrant dans le cadre du nouveau dispositif a été réalisé en 2005.

En 2022, la commune comptait 622 habitants, en évolution de −1,74 % par rapport à 2016 (Oise : +0,87 %, France hors Mayotte : +2,11 %).
| 1793 | 1800 | 1806 | 1821 | 1836 | 1841 | 1846 | 1851 | 1856 |
| ---- | ---- | ---- | ---- | ---- | ---- | ---- | ---- | ---- |
| 241  | 263  | 252  | 247  | 250  | 240  | 245  | 225  | 215  |

| 1861 | 1866 | 1872 | 1876 | 1881 | 1886 | 1891 | 1896 | 1901 |
| ---- | ---- | ---- | ---- | ---- | ---- | ---- | ---- | ---- |
| 217  | 215  | 211  | 197  | 187  | 198  | 185  | 170  | 166  |

| 1906 | 1911 | 1921 | 1926 | 1931 | 1936 | 1946 | 1954 | 1962 |
| ---- | ---- | ---- | ---- | ---- | ---- | ---- | ---- | ---- |
| 204  | 193  | 199  | 165  | 185  | 166  | 176  | 226  | 180  |

| 1968 | 1975 | 1982 | 1990 | 1999 | 2005 | 2006 | 2010 | 2015 |
| ---- | ---- | ---- | ---- | ---- | ---- | ---- | ---- | ---- |
| 162  | 260  | 386  | 429  | 592  | 620  | 617  | 615  | 631  |

| 2020 | 2022 | - | - | - | - | - | - | - |
| ---- | ---- | - | - | - | - | - | - | - |
| 624  | 622  | - | - | - | - | - | - | - |

#### Pyramide des âges
La population de la commune est relativement jeune.
En 2018, le taux de personnes d'un âge inférieur à 30 ans s'élève à 35,1 %, soit en dessous de la moyenne départementale (37,3 %). À l'inverse, le taux de personnes d'âge supérieur à 60 ans est de 22,5 % la même année, alors qu'il est de 22,8 % au niveau départemental.
En 2018, la commune comptait 319 hommes pour 310 femmes, soit un taux de 50,72 % d'hommes, légèrement supérieur au taux départemental (48,89 %).
Les pyramides des âges de la commune et du département s'établissent comme suit.
| Hommes | Classe d’âge | Femmes |
| ------ | ------------ | ------ |
| 0,3    | 90 ou +      | 0,3    |
| 4,1    | 75-89 ans    | 4,5    |
| 19,0   | 60-74 ans    | 16,9   |
| 26,3   | 45-59 ans    | 26,0   |
| 15,8   | 30-44 ans    | 16,6   |
| 16,5   | 15-29 ans    | 18,2   |
| 18,0   | 0-14 ans     | 17,5   |

| Hommes | Classe d’âge | Femmes |
| ------ | ------------ | ------ |
| 0,5    | 90 ou +      | 1,4    |
| 5,5    | 75-89 ans    | 7,6    |
| 15,6   | 60-74 ans    | 16,3   |
| 20,8   | 45-59 ans    | 20     |
| 19,4   | 30-44 ans    | 19,4   |
| 17,6   | 15-29 ans    | 16,2   |
| 20,6   | 0-14 ans     | 19,1   |

### Enseignement
Les communes de Rosoy, Verderonne et Labruyère gèrent l'enseignement primaire au sein d'un regroupement pédagogique intercommunal.

## Lieux et monuments
La commune ne compte aucun monument historique classé ou inscrit sur son territoire.

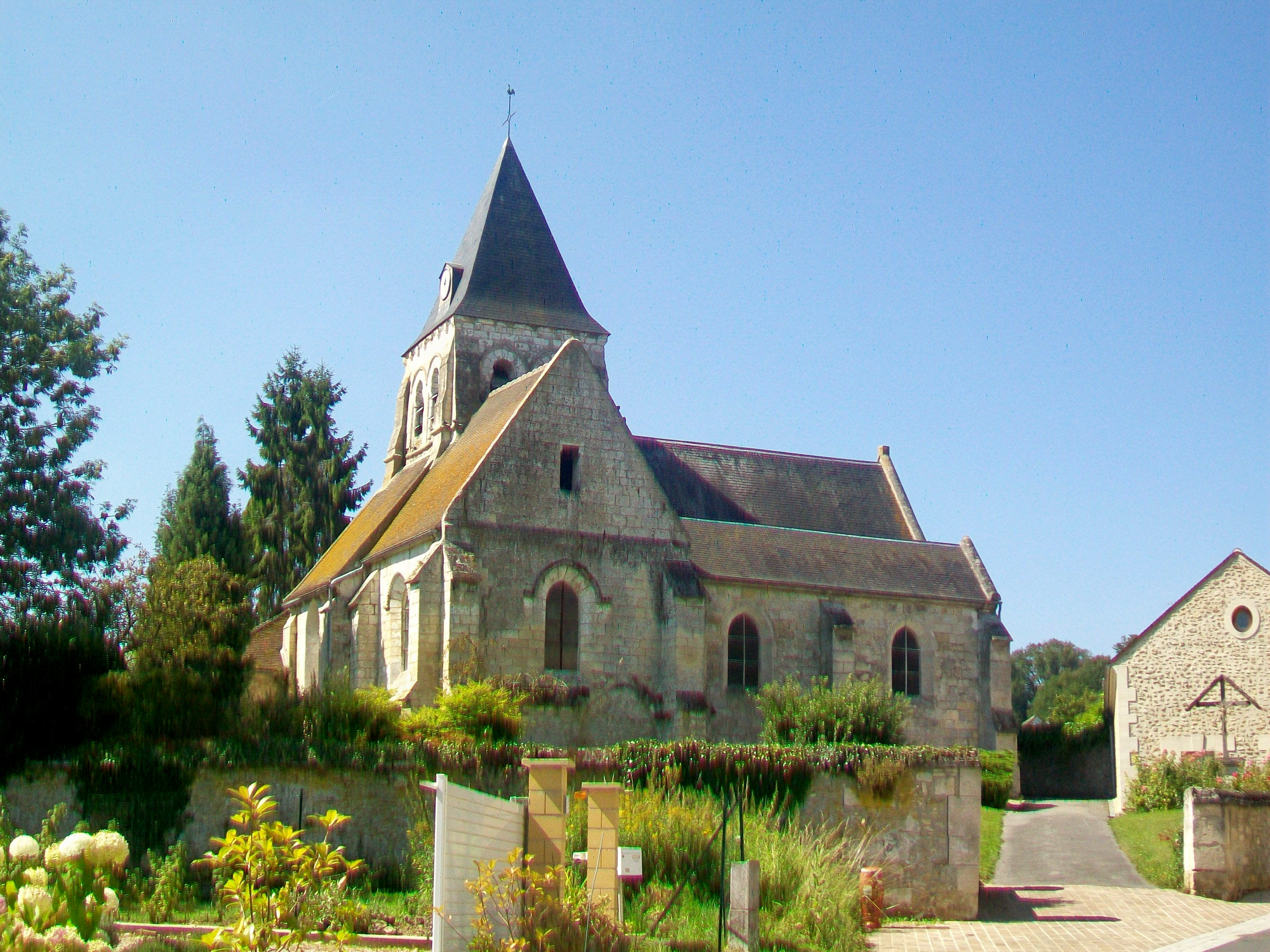
Façade nord de l'église.
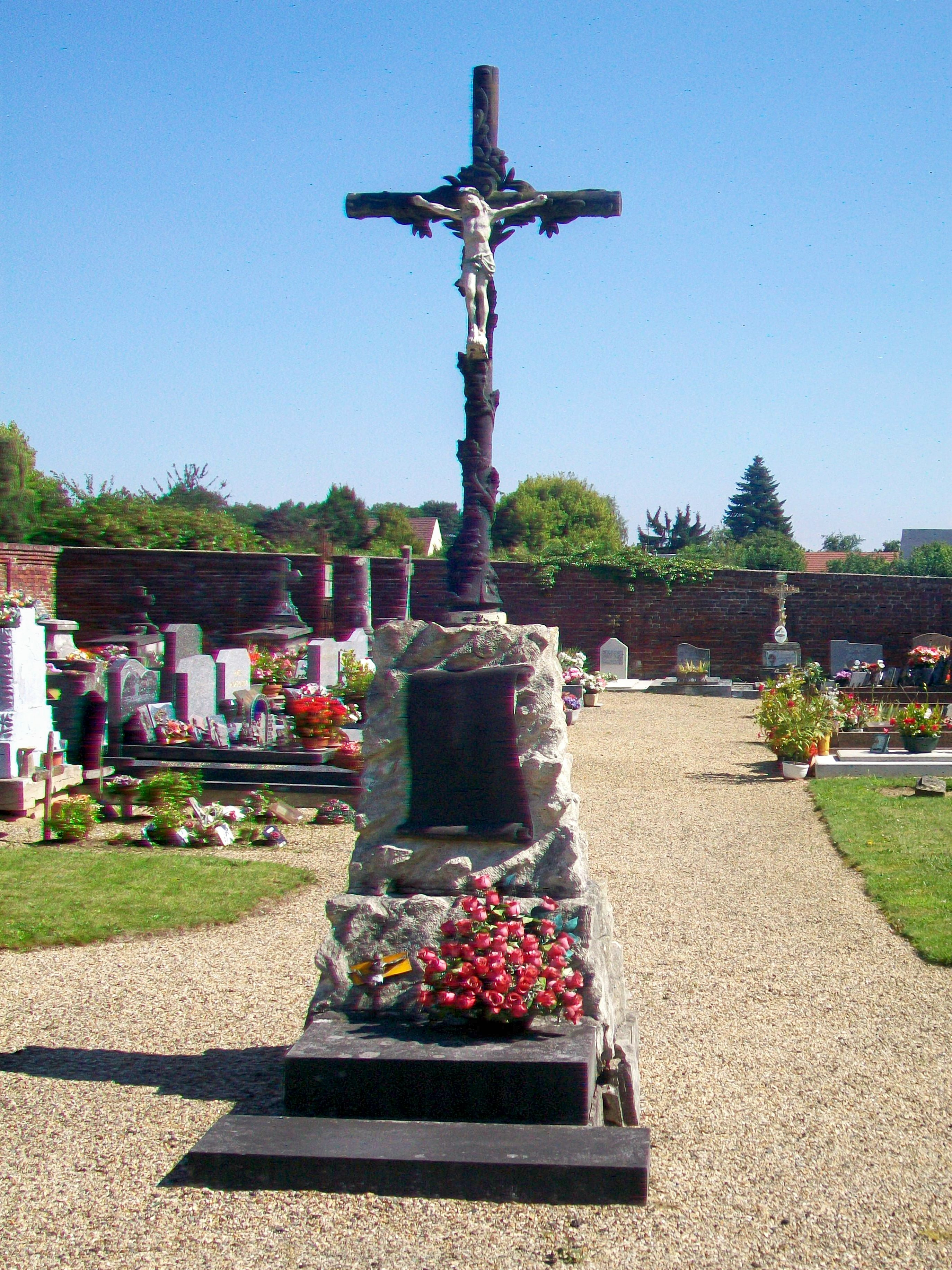
Croix de cimetière.
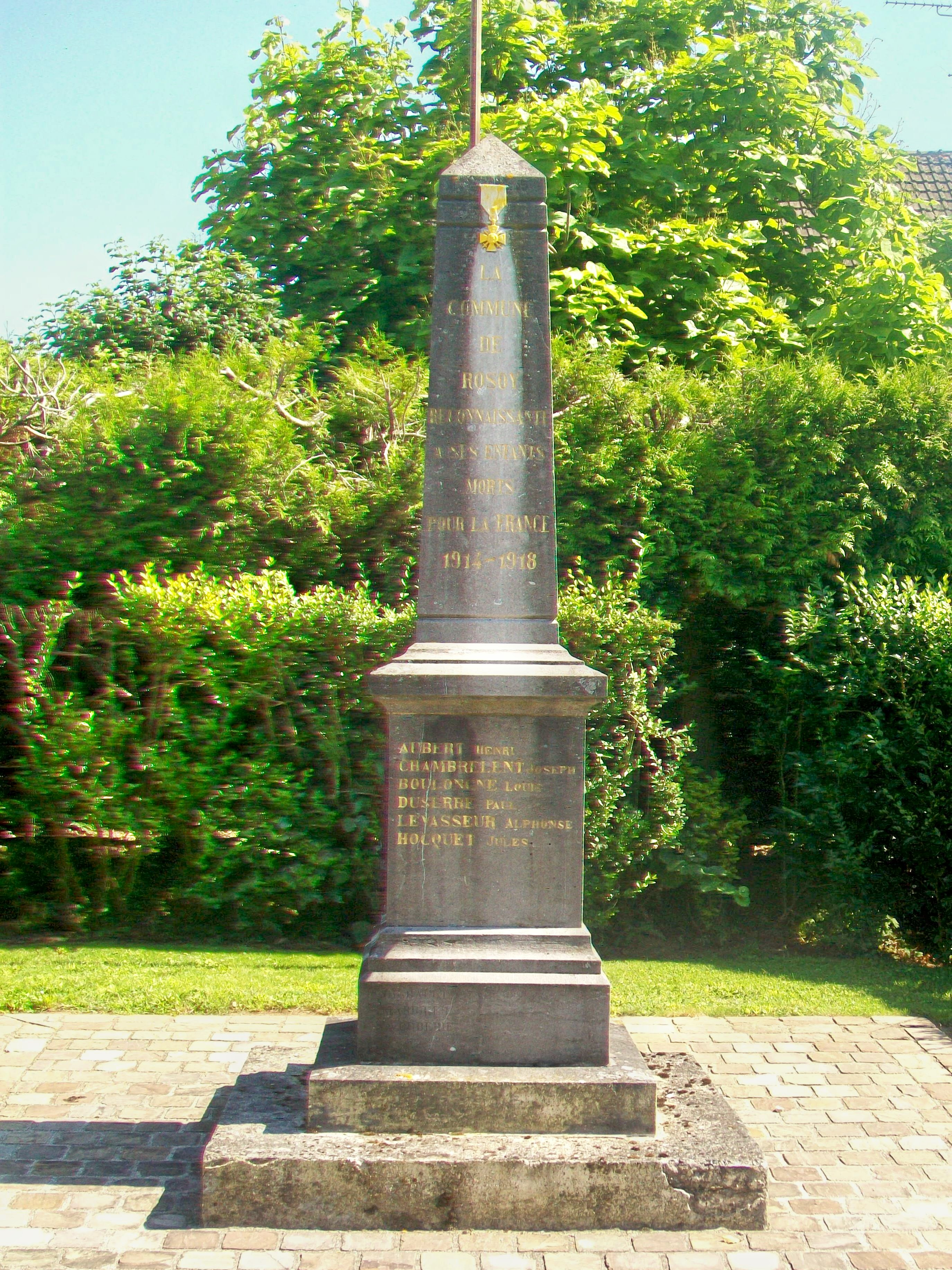
Monument aux morts.
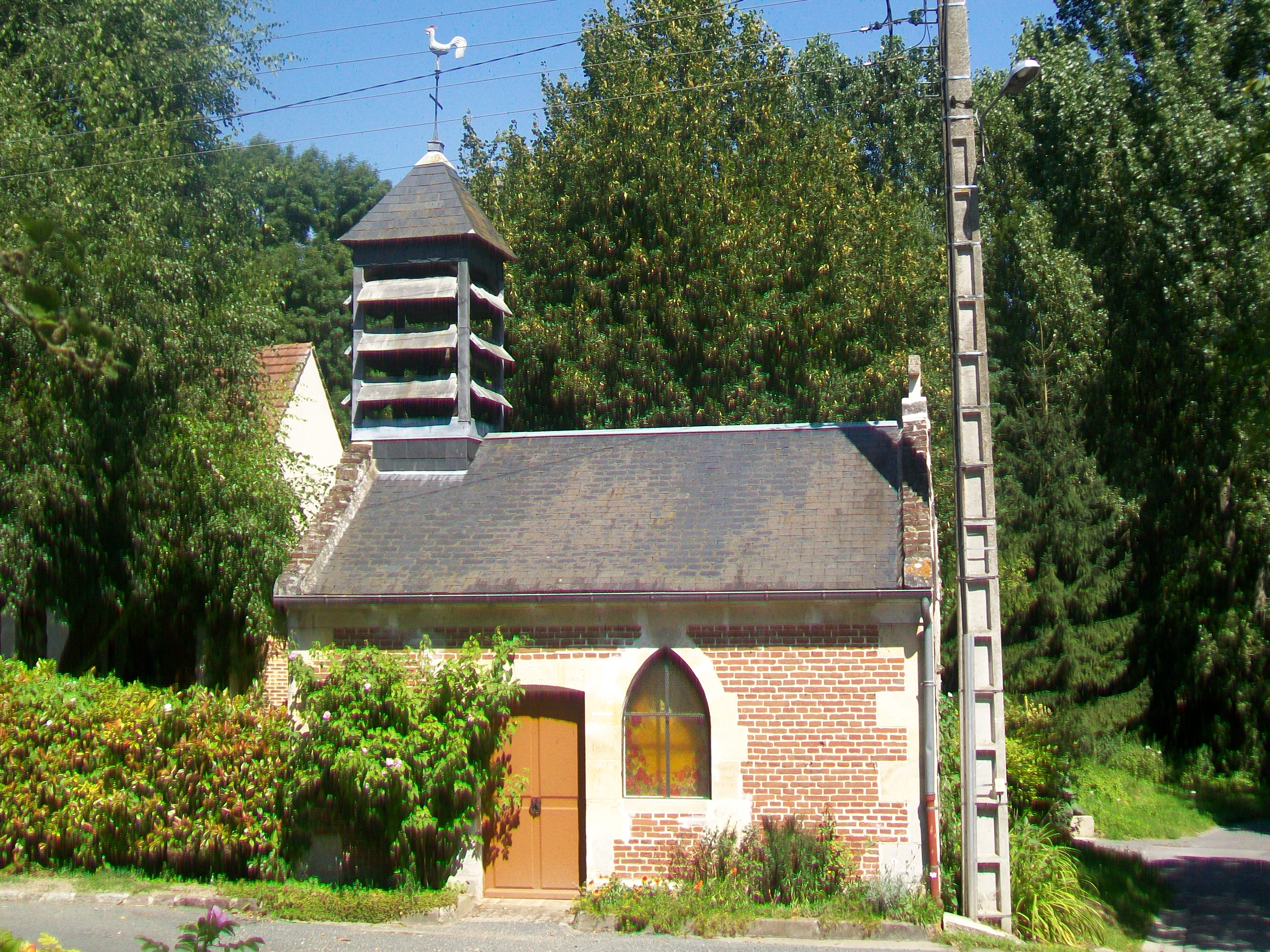
Chapelle d'Hardencourt.
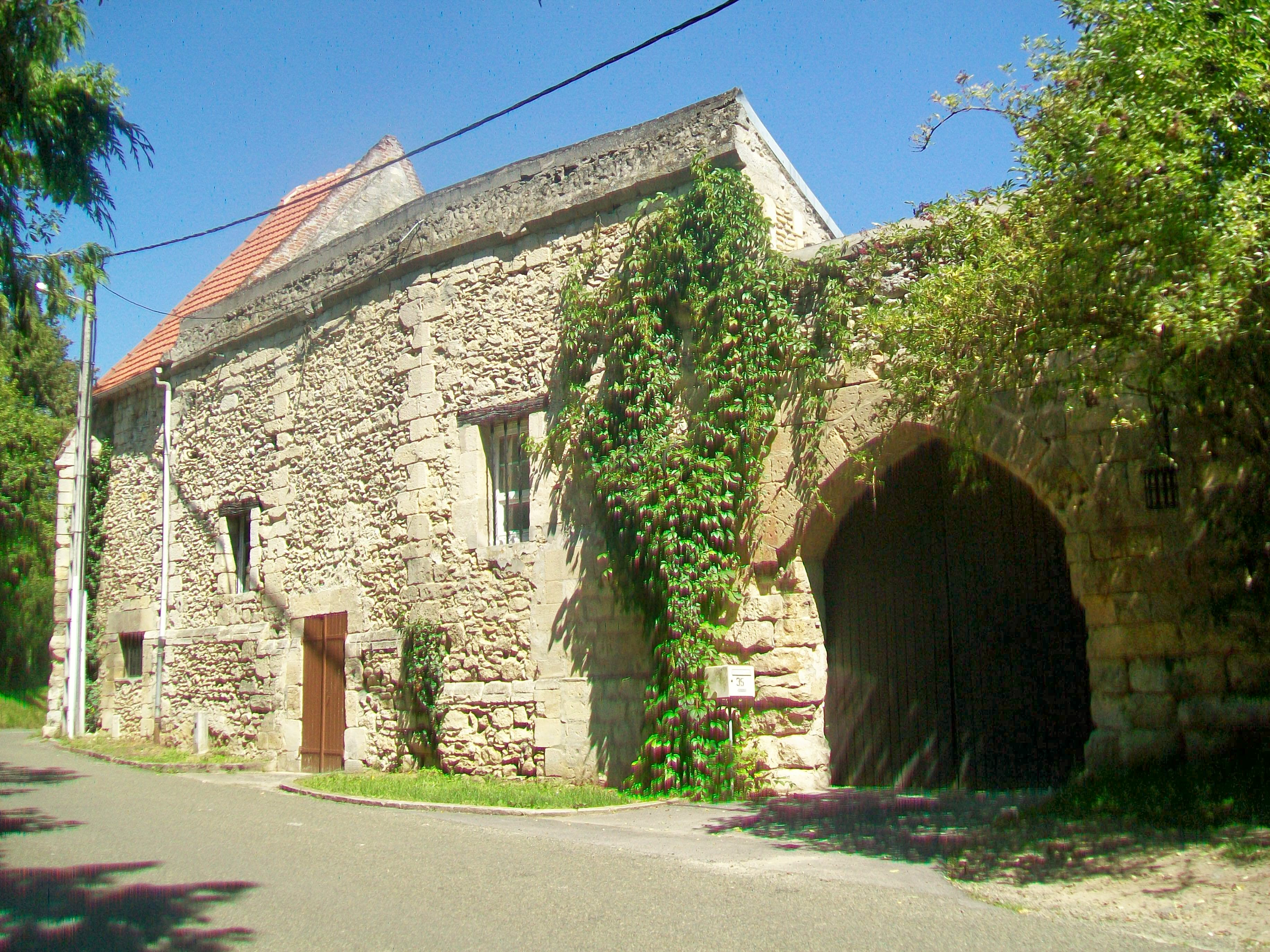
Porte cochère du prieuré.

- Église Saint-Côme-et-Saint-Damien, rue de l'Église : Il s'agit d'un bâtiment très composite, avec clocher central, deux collatéraux, transept et deux chapelles latérales du chœur, au chevet plat. La nef et le collatéral nord forment une entité homogène, mais sont modernes, exception faite de quatre grosses colonnes  et du portail occidental, qui proviennent de l'église romane initiale, marquée par la transition vers le style gothique. Le clocher carré ne comporte qu'un seul étage et présente sur chaque face deux baies plein cintre encadrées par des colonnettes. Le toit à quatre versants est couvert d'ardoise, tout comme la nef et le collatéral sud. Le chœur est éclairé à l'est par une simple baie ogivale orné de dentelures, à l'instar des baies des chapelles latérales et du transept. Comme particularité, le toit est rampant et accolé au clocher. De chaque côté, le croisillon respectif du transept et la chapelle latérale du chœur présentent un pignon commun, mais celui du nord est nettement plus élevé que celui du sud. Les murs extérieurs sont également dissemblables : celui du nord est doté de deux contreforts aux extrémités et est percé d'une unique baie, alors que celui du sud possède trois contreforts très massifs et deux baies de dimensions différentes. Le transept nord présente à l'intérieur des arcades à plein cintre figurées sur les parois[40],[41].
- Chapelle du hameau de Hardencourt : C'est un petit bâtiment rectangulaire en briques rouges, avec des chaînages d'angle en pierre de taille, un toit couvert d'ardoise et un clocher en charpente à l'extrémité ouest du toit. La chapelle date vraisemblablement de 1807 et a été restaurée bénévolement par les habitants du hameau entre 2004 et 2007, qui la sauvent ainsi de l'effondrement[42].
- Ancien prieuré templier au hameau de Hardencourt : Notamment la porte cochère ogivale au sud est bien conservée. Le reste des bâtiments conservent une grande partie des structures d'origine, mais le bâtiment a perdu son caractère à la suite des remaniements successifs. L'ensemble garde toutefois un certain intérêt patrimonial, et l'aile septentrionale vient par ailleurs d'être restaurée dans le respect de l'histoire du lieu.